# Jozef Tomko
Jozef Tomko (Udavské, 11 de marzo de 1924-Roma, 8 de agosto de 2022) fue un cardenal católico eslovaco. Se desempeñó como Prefecto de la Congregación para la Evangelización de los Pueblos, de 1985 a 2001, y Presidente del Comité Pontificio para los Congresos Eucarísticos Internacionales, de 2001 a 2007.

## Biografía
Nació el 11 de marzo de 1924, en Udavské de la entonces recién estrenada Checoslovaquia; durante el período de entreguerras.  
Después de recibir la educación primaria en su ciudad natal, en 1935 comenzó la educación secundaria en Michalovce Lyceum, a unos 32 km de distancia, obteniendo su diploma en 1943.   
Sintiendo la madurez de su vocación al sacerdocio, poco después se matriculó en el seminario y comenzó la facultad de teología católica de los Santos Cirilo y Metodio en la Universidad Comenius de Bratislava. Sin embargo, su camino pronto se interrumpió porque, al darse cuenta de sus habilidades, en el otoño de 1945 Jozef Čársky, obispo de Košice, lo envió a Roma para continuar sus estudios: allí se convirtió en alumno del Colegio Pontificio de Nepomuk, asistiendo al mismo tiempo primero al Pontificio Ateneo Lateranense y luego a la Pontificia Universidad Gregoriana.  
En 1951, obtuvo el doctorado en Teología en el Pontificio Ateneo Lateranense con la tesis De inhabitatione Spiritus Sancti secundum B. Petrum de Tarantasia ("La presencia del Espíritu Santo según el Beato Pedro de Tarantasia "); en 1956 el doctorado en Ciencias Sociales en la Pontificia Universidad Gregoriana con la tesis La relación de trabajo en Checoslovaquia en los años 1945-1954 ; en 1961 vuelve a doctorarse en Derecho Canónico en el Pontificio Ateneo Lateranense con la tesis Die Errichtung der Diözesen Zips, Neusohl und Rosenau (1776) und das königliche Patronatsrecht in Ungarn ("La institución de las diócesis de Spiš , Neusohl y Rosenau ( 1776 ) y los derechos de mecenazgo real en Hungría ").

### Sacerdocio
Su ordenación sacerdotal fue el 12 de marzo de 1949, en la Archibasílica de San Juan de Letrán, a manos del arzobispo Luigi Traglia. Fue incardinado en la diócesis de Roma. 
Después de 1948, de hecho, ya no le fue posible regresar a su patria debido al establecimiento de la República Socialista, y la consiguiente persecución de los cristianos por parte del gobierno comunista; sólo tuvo la oportunidad de hacerlo brevemente en 1968 , antes de que comenzara el proceso de normalización. 
En 1950 se le encomendaron los cargos de ecónomo y vicerrector del mismo Colegio Nepomuceno y del contiguo internado para sacerdotes de diferentes estados, hasta 1965. 
También enseñó en la Universidad Internacional Pro Deo de 1955 a 1956. Durante este período, participó activamente en el establecimiento del Instituto Eslovaco de los Santos Cirilo y Metodio en Roma. Visitó varias veces las comunidades eslovacas en los Estados Unidos, Canadá y varios países europeos.

#### Santa Sede
El 5 de diciembre de 1959, el papa Juan XXIII le confirió el título honorífico de camarero secreto de Su Santidad. 
El 25 de diciembre fue uno de los firmantes de la iniciativa de construir el Instituto Eslovaco de los Santos Cirilo y Metodio en Roma. Entre 1960 y 1963 se ocupó de esta institución, fundó su revista, tratando de resolver las objeciones de los círculos católicos y políticos checos, los obstáculos administrativos y financieros. En los años siguientes demostró su cercanía a sus compatriotas visitando numerosas comunidades eslovacas de la diáspora en otros países europeos, en Estados Unidos y Canadá. 
En 1962 entró también al servicio de la Congregación del Santo Oficio como ayudante de estudios en la sección de censura de libros y durante el Concilio Vaticano II trabajó como experto consultor en materia religiosa.
El nuevo papa Pablo VI lo confirmó inmediatamente en la dignidad de camarero secreto de su Santidad, el 3 de agosto de 1963, promoviéndolo como jefe de la oficina doctrinal de la entonces Congregación para la Doctrina de la Fe (antiguo Santo Oficio), en 1966. En 1967 fue llamado a participar como secretario especial en la 1ª asamblea general ordinaria del Sínodo de los obispos, celebrada del 29 de septiembre al 29 de octubre del mismo año en la Ciudad del Vaticano. En 1969, fue nombrado subsecretario de la Comisión Teológica Internacional, creada el 11 de abril, cargo que mantuvo hasta 1971, cuando fue sucedido por Jozef Zlatňanský; en el mismo período se convirtió en miembro del Comité para la familia. 
El 17 de junio de 1970, fue ascendido a prelado de honor de Su Santidad y ese mismo año comenzó a impartir el curso de perfeccionamiento canónico en la Pontificia Universidad Gregoriana, donde ejerció la docencia hasta 1978. El 21 de diciembre de 1974, el Papa lo nombró subsecretario de la Congregación para los Obispos, sucediendo al renunciante Goffredo Mariani, cargo que ocupó hasta su ascenso al episcopado. A pesar de los numerosos cargos, también desempeñó el ministerio pastoral en varias parroquias de la diócesis de Roma y de la sede suburbicaria de Porto-Santa Rufina.
También representó a la Iglesia católica en encuentros ecuménicos sobre la teología del matrimonio y matrimonios mixtos en Roma (1970), Estrasburgo (1971), Madrid (1972) y Basilea (1973). En noviembre de 1972, fue miembro de la delegación oficial de la Santa Sede durante una visita al Consejo Ecuménico de Iglesias ya la Federación Luterana Mundial en Ginebra. Además, como delegado oficial, ha participado en muchos otros encuentros internacionales y ecuménicos de obispos católicos, como los encuentros regionales de la Federación de Conferencias Episcopales de Asia. (Manila, 1970), Oceanía (Sydney, 1973) y Latinoamérica (Puebla, 1979).

### Episcopado
El 12 de julio de 1979 el papa Juan Pablo II le nombró Secretario General del Sínodo de los Obispos con la dignidad de Arzobispo. Recibió la ordenación episcopal el 15 de septiembre de ese mismo año. 
Nombrado Prefecto de la Congregación para la Evangelización de los Pueblos el 24 de abril de 1985.

### Cardenalato
El papa Juan Pablo II le elige miembro del Colegio cardenalicio en el consistorio del 25 de mayo de 1985 con la diaconía de Jesús Buen Pastor en Montagnola. El 29 de enero de 1996 se le concede el título presbiterial de Santa Sabina. Fue aceptada su renuncia al cargo de prefecto el 9 de abril de 2001, sucediéndole Crescenzio Sepe.
El 15 de octubre de 2001 fue nombrado Presidente del Comité Pontificio para los Congresos Eucarísticos Internacionales hasta el 1 de octubre de 2007 en que fue aceptada su renuncia, sucediéndole monseñor Piero Marini.

### Fallecimiento
Entre el 25 de junio y el 6 de agosto de 2022 permaneció ingresado en el Policlínico Gemelli a causa de una lesión en la vértebra cervical. Durante su estancia hospitalaria recibió la visita del cardenal Pietro Parolin. El 6 de agosto regresó a su apartamento romano, donde falleció dos días después. Su funeral se celebró el 11 de agosto en la Basílica de San Pedro siendo presidida por el papa Francisco. Dos días después su cuerpo fue trasladado a Bratislava, en un avión especial ofrecido por el gobierno eslovaco, llegando a la ciudad de Košice donde, tras otro funeral el 16 de agosto, según sus deseos fue enterrado en la cripta bajo el altar mayor de la Catedral de Santa Isabel.